# 10456 Anechka
10456 Anechka è un asteroide della fascia principale. Scoperto nel 1978, presenta un'orbita caratterizzata da un semiasse maggiore pari a 2,3801152 UA e da un'eccentricità di 0,0421175, inclinata di 2,04625° rispetto all'eclittica.